# Aragh sagi
Pour les articles homonymes, voir Sagi.
L'Aragh Sagi (en persan : عرق سگی, littéralement « distillat de chien ») est un alcool de contrebande iranien. 

## Étymologie
Dans les années 1960, la société Meikadeh produisit de l'aragh conditionné dans une bouteille dont l'étiquette reproduisait l'image d'un chien — un Beagle — en tant que marque de fabrique. Peu à peu le public commença à s'y référer sous le nom de Aragh Sagi, l'arak du chien. 

## Caractéristiques
Aujourd'hui, cette boisson alcoolisée distillée contient généralement environ 70% d'alcool. Cependant, comme l'araq est produit de manière illicite, il peut contenir plus ou moins d'alcool, avec un taux atteignant parfois même  90%. Un Aragh Sagi de haute qualité a un goût similaire à celui de la grappa. Cet alcool est également connu sous l'appellation de vodka persane, dans les pays occidentaux.  
Il est généralement produit dans les maisons particulières à partir de raisins secs fermentés. Sa production et sa possession par des citoyens ordinaires sont illégales en Iran, comme d'ailleurs toutes les boissons alcoolisées.  
Avant la révolution de 1979 en Iran, cet alcool était traditionnellement produit dans plusieurs villes d’Iran, telles que Yazd. Depuis son interdiction en 1979, sa distillation est devenue une activité clandestine, et il est vendu au marché noir. Aujourd'hui, l'Aragh Sagi est largement considéré comme une boisson alcoolisée bon marché choisie par les consommateurs en raison de l'absence d'autres solutions de remplacement. 

### Aragh et Aragh-e Sagi
L'aragh (également arak) désigne de manière générique un ensemble de liquides aromatiques obtenus par la distillation d'herbes et de graines, par exemple de la menthe ou de l'anis. L'aragh alcoolisé est produit à partir de raisins secs, de dattes, ou d'autres fruits.  
L'Aragh-e Sagi est une sorte d'arak iranien plus pur et plus fort, distillé à partir de raisins secs mais sans anis. 